# Ottavio Santacroce
Ottavio Santacroce (Roma, 11 giugno 1542 – Praga, 3 settembre 1581) è stato un vescovo cattolico e diplomatico italiano.

## Biografia
Ottavio Santacroce nacque a Roma l'11 giugno 1542 da Onofrio, della nobile famiglia romana dei Santacroce, e dalla sua terza moglie Vetruria de’ Massimi. Era fratellastro del vescovo Scipione Santacroce e lontano cugino del cardinale Prospero Santacroce.

### Carriera ecclesiastica
Precocemente avviato alla carriera ecclesiastica, fu educato e formato dai cardinali Paolo e Federico Cesi, fratelli della prima moglie di suo padre. All'età di quattordici anni, ottenne da papa Paolo IV una pensione di 500 scudi provenienti dalle rendite dell'abbazia di Santa Maria di Chiaravalle. Studiò poi all'università di Bologna, dove si laureò In utroque iure nel 1566. Tornato a Roma, fu nominato referendario della Segnatura apostolica da papa Pio V, incarico confermatogli anche dal successore Gregorio XIII.
Nel 1573 fu nominato governatore di Fermo, per poi essere trasferito tre anni più tardi a Perugia. Il 18 luglio 1576 Ottavio fu nominato vescovo di Cervia, come successore del fratellastro Scipione. La consacrazione gli fu impartita nella cattedrale di San Lorenzo di Perugia dal cardinale Fulvio Giulio della Corgna, vescovo di Albano, assistito da Francesco Bossi, vescovo di Perugia, e Angelo Cesi, vescovo di Todi.

### Carriera diplomatica

#### Nunziatura in Savoia
Nel giugno 1577 Ottavio Santacroce fu scelto come successore di Girolamo Federici a capo della nunziatura apostolica di Torino nel Ducato di Savoia. Gli obiettivi primari della missione diplomatica affidatagli erano promuovere l'attuazione dei decreti del concilio di Trento nel territorio savoiardo e nel Contado Venassino e contrastare la diffusione dei movimenti protestanti, come quelli dei valdesi o degli ugonotti. L'anno successivo, la Sacra Sindone fu trasferita da Chambéry a Torino; Santacroce descrisse l’arrivo, avvenuto il 9 settembre 1578, della reliquia nella capitale piemontese, dove fu accolta da un gran numero di fedeli e pellegrini. 
Durante la sua nunziatura, dovette inoltre agire da mediatore nel conflitto tra il Ducato di Savoia e il Regno di Francia per il controllo del Marchesato di Saluzzo. In occasione dei negoziati del 1579, il nunzio incontrò la regina madre Caterina de' Medici, invitandola, su richiesta del pontefice, ad impegnarsi affinché fosse mantenuta la pace in Italia, affinché re Enrico III non si alleasse con gli eretici di Ginevra e affinché suo figlio Francesco Ercole non si sposasse con la protestante Elisabetta I d'Inghilterra. 
Il periodo torinese di Santacroce si concluse nel settembre 1580, poco dopo la morte del duca Emanuele Filiberto. Prima di rientrare a Roma, sostò brevemente presso l'abbazia dei Santi Nazario e Celso, della quale era abate commendatario. 

#### Nunziatura nel Sacro Romano Impero

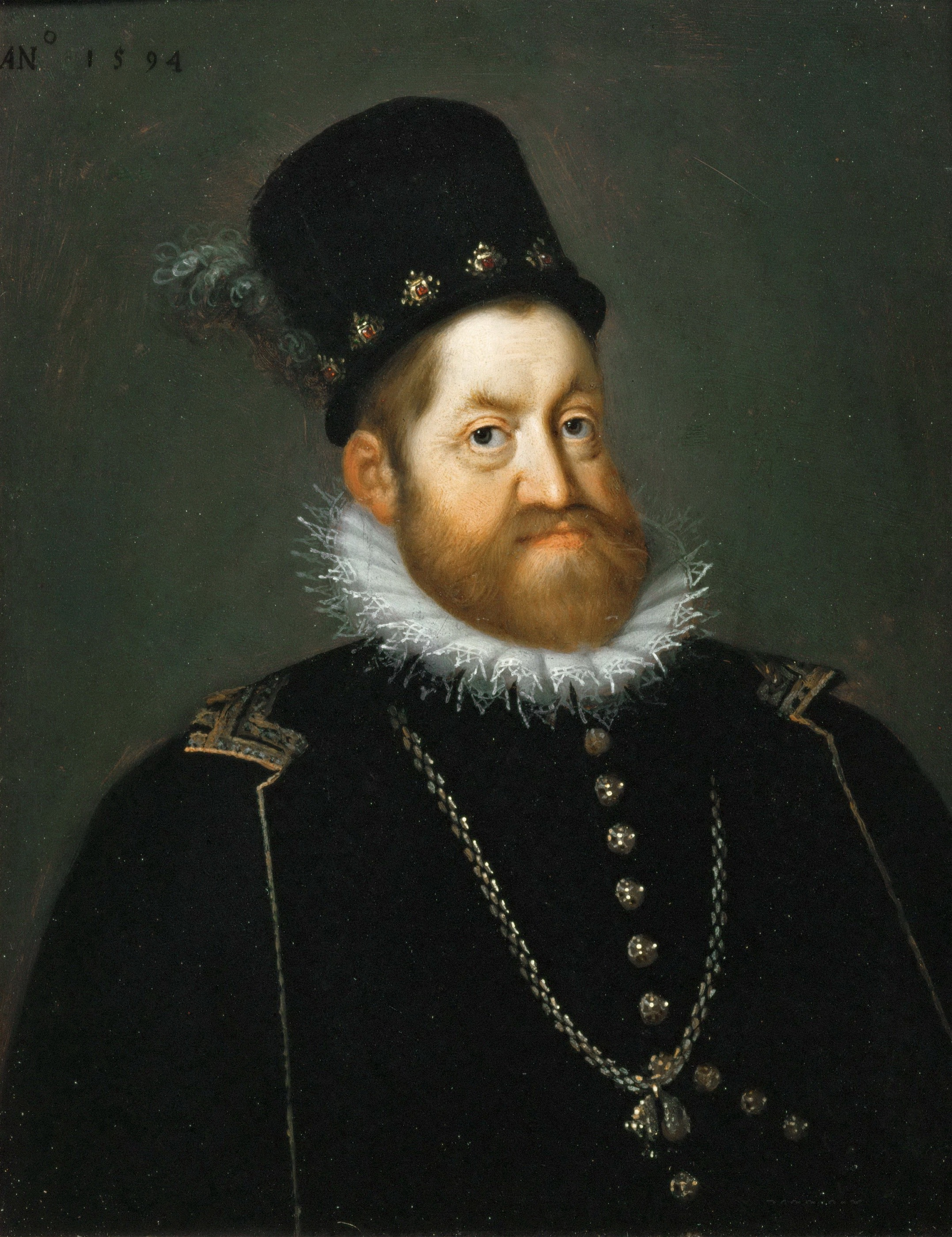
L'imperatore Rodolfo II d'Asburgo

Tornato a Roma, fu nominato nuovo nunzio presso la corte del Sacro Romano Impero, all'epoca ubicata a Praga, e Santacroce si mise in viaggio il 24 aprile 1581 per raggiungere la capitale imperiale. Durante il percorso fece varie tappe per incontrare varie importanti personalità: a Pratolino incontrò il granduca di Toscana Francesco I; a Mantova fu ricevuto dall'arciduchessa Eleonora, per poi incontrare suo marito il duca di Mantova Guglielmo Gonzaga a Marmirolo; a Innsbruck incontrò il conte del Tirolo Ferdinando II d'Austria e suo figlio, il cardinale Andrea d'Austria; ad Augusta fu ospite dei banchieri Markus e Hans Fugger; passando per Donauwörth, Ratisbona e Passavia arrivò a Vienna il 1º giugno. Approfittò del suo soggiorno di una settimana nella capitale della Bassa Austria e dintorni per incontrare le autorità secolari ed ecclesiastiche e visitare il collegio dei gesuiti con il seminario degli alunni e il convento di Klosterneuburg.
Al suo arrivo a Praga il nunzio uscente, Orazio Malaspina, lo informò dello stato dell’Impero, dei paesi ereditari asburgici e della corte. Il 25 giugno l'imperatore Rodolfo II lo ricevette in prima udienza, accompagnato da Malaspina, che si congedò dall’imperatore per tornare in Curia. Seguirono le prime visite presso l’imperatrice madre Maria di Spagna, l'arciduchessa e regina vedova di Francia Elisabetta, l’arciduca Ernesto, l’ambasciatore spagnolo Juan de Borja y Castro. Iniziata ufficialmente la missione diplomatica, gli obiettivi assegnati al Santacroce da Roma erano i seguenti: sollecitare la nomina di un nuovo arcivescovo di Esztergom e di un nuovo ambasciatore imperiale presso la corte pontificia; provvedere alla sostituzione di Johan Hofmann, rappresentante del vescovo di Bamberga Martin von Eyb in Carinzia convertitosi al protestantesimo, con un esponente cattolico affidabile; agire come mediatore per ripristinare i buoni rapporti tra l'imperatore Rodolfo e il re di Polonia Stefano Báthory; difendere i diritti feudali dello Stato della Chiesa a Borgo Val di Taro; prendersi cura della formazione e gestione degli alunni dei seminari di Praga e Vienna; impedire la consegna e il rinnovo delle regalie da parte di Rodolfo II ai principi vescovi dell’Impero senza la conferma pontificia. Quest'ultimo punto era dovuto al fatto che i vescovi Martin von Eyb di Bamberga, Enrico di Sassonia-Lauenburg di Brema, Osnabrück e Paderborn ed Enrico Giulio di Brunswick-Lüneburg di Halberstadt (gli ultimi due inoltre convertitisi al luteranesimo) non avevano mai ricevuto l'approvazione dalla Santa Sede. Si batté inoltre presso le autorità imperiali affinché avesse fine la pratica di seppellire i protestanti nei luoghi consacrati cattolici.
Con l'obiettivo inoltre di mantenere saldi i rapporti tra i due rami della Casa d'Asburgo, che controllavano al tempo le due maggiori potenze cattoliche d'Europa (l'Austria e la Spagna), e rafforzare quindi il fronte cattolico in funzione antiprotestante, nel corso della sua nunziatura il Santacroce cercò anche, senza successo, di dissuadere l'imperatrice madre (grande influenza papista nella corte imperiale) dal ritirarsi nel suo paese natio nonostante la precaria salute di Rodolfo II e di convincere l'arciduchessa Elisabetta a sposare il cugino e re di Spagna Filippo II.

### Morte
Dopo neanche due mesi dall'inizio del suo mandato, Ottavio Santacroce si ammalò gravemente di terzana. Il 1º settembre fece testamento, lasciando tutti suoi averi in eredità ai fratelli Fabio e Giorgio. Nominò esecutori testamentari il cugino Prospero Santacroce, per i suoi beni in Roma, e l'amico Pompeo Vizzani, per quelli in Praga. Morì il 3 settembre 1581. Le esequie si svolsero il 5 settembre nella cattedrale di San Vito alla presenza di tutti i membri della corte e del clero boemo; fu tumulato nella cappella di Sant'Anna della stessa cattedrale, come da sue volontà.
Nel 1588, Torquato Tasso, che aveva conosciuto di persona il Santacroce, lo descrisse in un breve passaggio del suo Il Messaggiero come «prudentissimo e gentilissimo prelato, et che sostiene si alta professione con somma autorità e splendore, et con esempio di virtù, e di religion singolare».

## Genealogia episcopale
La genealogia episcopale è:
- Cardinale Fulvio Giulio della Corgna
- Vescovo Ottavio Santacroce